# فرودگاه بین‌المللی شرم‌الشیخ
فرودگاه بین‌المللی شرم‌الشیخ (به انگلیسی: Sharm el-Sheikh International Airport) یک فرودگاه مسافربری با کد یاتا SSH است که یک باند فرود آسفالت دارد و طول باند آن ۳۰۸۱ متر است. این فرودگاه در شهر شرم‌الشیخ کشور مصر قرار دارد و در ارتفاع ۴۴ متری از سطح دریا واقع شده است.